# Constance Nantier-Didiée
Constance Betzy Rosabella Nantier-Didiée (Saint-Denis, Reunión, Francia, 16 de noviembre de 1831 - Madrid, 4 de diciembre de 1867) fue una mezzosoprano francesa.
Estudió con Gilbert Duprez en París, y en 1849 ganó el primer premio de ópera en el Conservatorio. Debutó en 1850, en Turín, como Emilia en La vestale, de Mercadante. En 1852 apareció en Luisa Miller en París, y al año siguiente fue contratada para tres temporadas en el Covent Garden de Londres, donde cantó en los estrenos londinenses de Rigoletto y Benvenuto Cellini. En 1854 debutó en el Teatro Real de Madrid y viajó a Norteamérica. Regresó a Londres en 1858 para cantar Urbain en Les Huguenots, en la apertura de la temporada, y cantó allí todos los años hasta 1864. Meyerbeer y Gounod escribieron páginas especialmente para ser cantadas por ella en Dinorah y Faust ("Si le bonheur à sourire t'invite"). Fue la primera Preziosilla en el estreno en San Petersburgo de La forza del destino.
Falleció en Madrid, a causa de una pulmonía que había contraído durante las representaciones de La favorita en el Teatro Real.
Tuvo un amplio repertorio de papeles cómicos, dramáticos y travestidos.